# FLOWER BLOOM
「FLOWER BLOOM」（フラワーブルーム）は、日本のヒップホップユニット・Hilcrhymeの通算16枚目のシングル。2014年8月13日にユニバーサルJから発売された。

## 概要
- 初回限定版のみ、「FLOWER BLOOM」Music VideoとMaking of「FLOWER BLOOM」Music Videoを収録したDVDがつく。

## 収録曲
1. FLOWER BLOOM（作詞：TOC、作曲：TOC & DJ KATSU、編曲：DJ KATSU）　（4：21）
2. Summer Up（作詞：TOC、作曲：TOC & DJ KATSU、編曲：DJ KATSU）　（5：04）
3. 鼓動（作詞：TOC、作曲：TOC、編曲：AKIRA MURATA）　（5：00）

## チャート初登場位
- 56位　Billboard Japan Hot 100
- 35位　M-ON! Countdown 100
- 18位　SUPER HITS PERFECT RANKING 50
- 8位　SUPER HITS SINGLE RANKING

| スタブアイコン | サブスタブ | この項目は、まだ閲覧者の調べものの参照としては役立たない、シングルに関連した書きかけの項目です。この項目を加筆・訂正などしてくださる協力者を求めています（P:音楽/PJ:楽曲）。 |